# (74344) 1998 VD34
(74344) 1998 VD34 – planetoida z pasa głównego asteroid okrążająca Słońce w ciągu 4,51 lat w średniej odległości 2,73 j.a. Odkryta 14 listopada 1998 roku.